# جلال رشیدی کوچی
جلال رشیدی کوچی (زادهٔ تیر ۱۳۶۳) سیاستمدار ایرانی است که به‌عنوان نمایندهٔ مرودشت، پاسارگاد و ارسنجان از استان فارس در دوره یازدهم مجلس شورای اسلامی فعّالیت می‌کرد.وی قبل از ورود به مجلس در سپاه پاسداران انقلاب اسلامی(حفاظت اطلاعات سپاه فجر فارس) استانداری فارس و صندوق مهر امام رضا(ع) مرودشت فعالیت داشته است.

## مجلس شورای اسلامی
جلال رشیدی کوچی موفق شد در یازدهمین دوره انتخابات مجلس شورای اسلامی که در ۲ اسفند سال ۱۳۹۸ برگزار شد، با کسب ۳۲ هزار و ۴۶۹ رأی، از حوزه انتخابیه مرودشت، پاسارگاد و ارسنجان از استان فارس به‌عنوان نمایندهٔ انتخاب گردد.
وی عضو رسمی کمیسیون امور داخلی کشور و شوراها مجلس شورای اسلامی قرار گرفت همچنین در دوره یازدهم مجلس شورای اسلامی، دو سال عضو کمیسیون تلفیقمجلس بود. وی سخنگوی فراکسیون شفافیت مجلس و نایب‌رئیس فراکسیوم امور عشایری کشور در دوره یازدهم مجلس شورای اسلامی بود.
صلاحیت او برای حضور در دوازدهمین دوره انتخابات مجلس شورای اسلامی توسط شورای نگهبان مورد تأیید قرار نگرفت و وی رد صلاحیت شد.
مهم‌ترین پیگیری‌های وی در مجلس شورای اسلامی که مورد توجه عموم مردم قرار گرفت شامل:
۱-مخالفت علنی و تلاش جهت منتفی کردن طرح ضدمردمی موسوم به صیانت از فضای مجازی(محدودیت و فیلترینگ بیشتر) که در نهایت با پیگیری این نماینده و جمعی دیگر از همکارانش، از دستور کار مجلس خارج شد.
۲-پیگیری مجدانه جهت تصویب و ابلاغ قانون واردات خودرو‌های نو و کارکرده در مجلس، که نهایتا منجر به تصویب، ابلاغ و اجرایی شدن قانون واردات خودرو‌های نو و کارکرده به کشور شد.
۳-مخالفت علنی با فعالیت گشت ارشاد.
۴-پیگیری و استیضاح وزیر صنعت، معدن و تجارت در راستای عدم اجرای مناسب واردات خودرو که منجر به برکناری فاطمی امین از وزارت صمت گردید.
۵-پیگیری جهت واردات گوشی تلفن همراه برند آیفون که در دولت سیزدهم ممنوع اعلام شده بود، و نهایتا منجر به واردات آیفون گردید.
۶-پیگیری و پافشاری جهت تصویب قانون شفافیت قوای سه‌گانه با همکاری تعدادی از نمایندگان دغدغه‌مند که در نهایت این قانون مهم که مطالبه اکثریت مردم بود مورد تصویب در مجلس و مجمع واقع شد.

## مواضع

### طرح صیانت از کاربران فضای مجازی
نمایندگان عضو کمیسیون مشترک بررسی طرح صیانت از کاربران فضای مجازی (۳ اسفندماه) بعد از انتشار چندین نسخه به کلیات آخرین نسخه این طرح با نام حمایت از کاربران در فضای مجازی رأی مثبت دادند.
کمیسیون مشترک بررسی طرح موسوم به صیانت پس از چندین هفته بین استراحت جلسه بررسی بودجه ۱۴۰۱ برگزار شد.
صبح ۳ اسفند در مجلس غلامرضا نوری، یکی از اعضای کمیسیون مشترک از شیوه برگزاری جلسه کمیسیون انتقاد و اعلام کرد پیامکی برای آن‌ها ارسال شده که امروز ظرف ۴۵ دقیقه برای تصمیم‌گیری در طرح صیانت در این کمیسیون شرکت کنند.
در این جلسه بررسی کلیات طرح در دستور کار بود؛ اما رضا تقی‌پور، رئیس کمیسیون فرصتی به صحبت نمایندگان و مرکز پژوهش‌ها و دستگاه‌های دیگر نداد و تنها جلال رشیدی کوچی” نماینده مردم مرودشت، ارسنجان و پاسارگاد ” در سخنانی کوتاه از نگرانی مردم از تصویب این طرح گفت و تنها نمایندهٔ مخالف این طرح بود.

### انتقاد از صنایع خودروسازی داخلی
جلال رشیدی کوچی وی به میرسلیم  انتقاد شدیدی دربارهٔ کیفیت ساخت خودرو کرد در صحن علنی مجلس و همچنین در شبکه‌های اجتماعی انتقادات تندی را متوجه صنایع خودروسازی داخلی و روابط پشت پرده آن کرده است. وی به میرسلیم انتقاد شدیدی دربارهٔ کیفیت ساخت خودرو کرد وی در توییتی حذف مجوز واردات خودروی سواری از لایحه بودجه ۱۴۰۱ را دلیل ارتباط برخی از اعضای مجمع تشخیص مصلحت نظام با خودروسازان دانست. همچنین در نطق میان دستور خود از خودروسازی داخلی به عنوان موجودی ناقص الخلقه یاد کرد که بعد از ۵۰ سال ارتزاق از خون و مال ملت به غولی عظیم الجثه تبدیل گردیده است.